# Estenodermatins
Els estenodermatins (Stenodermatinae) són una subfamília de ratpenats fil·lostòmids.

## Taxonomia
- Tribu Stenodermatini
  - Gènere Ametrida
  - Gènere Ardops
  - Gènere Ariteus
  - Gènere Artibeus
  - Gènere Centurio
  - Gènere Chiroderma
  - Gènere Dermanura
  - Gènere Ectophylla
  - Gènere Enchisthenes
  - Gènere Mesophylla
  - Gènere Phyllops
  - Gènere Platyrrhinus
  - Gènere Pygoderma
  - Gènere Sphaeronycteris
  - Gènere Stenoderma
  - Gènere Uroderma
  - Gènere Vampyressa
  - Gènere Vampyrodes
- Tribu Sturnirini
  - Gènere Sturnira